# Pénélope Bagieu

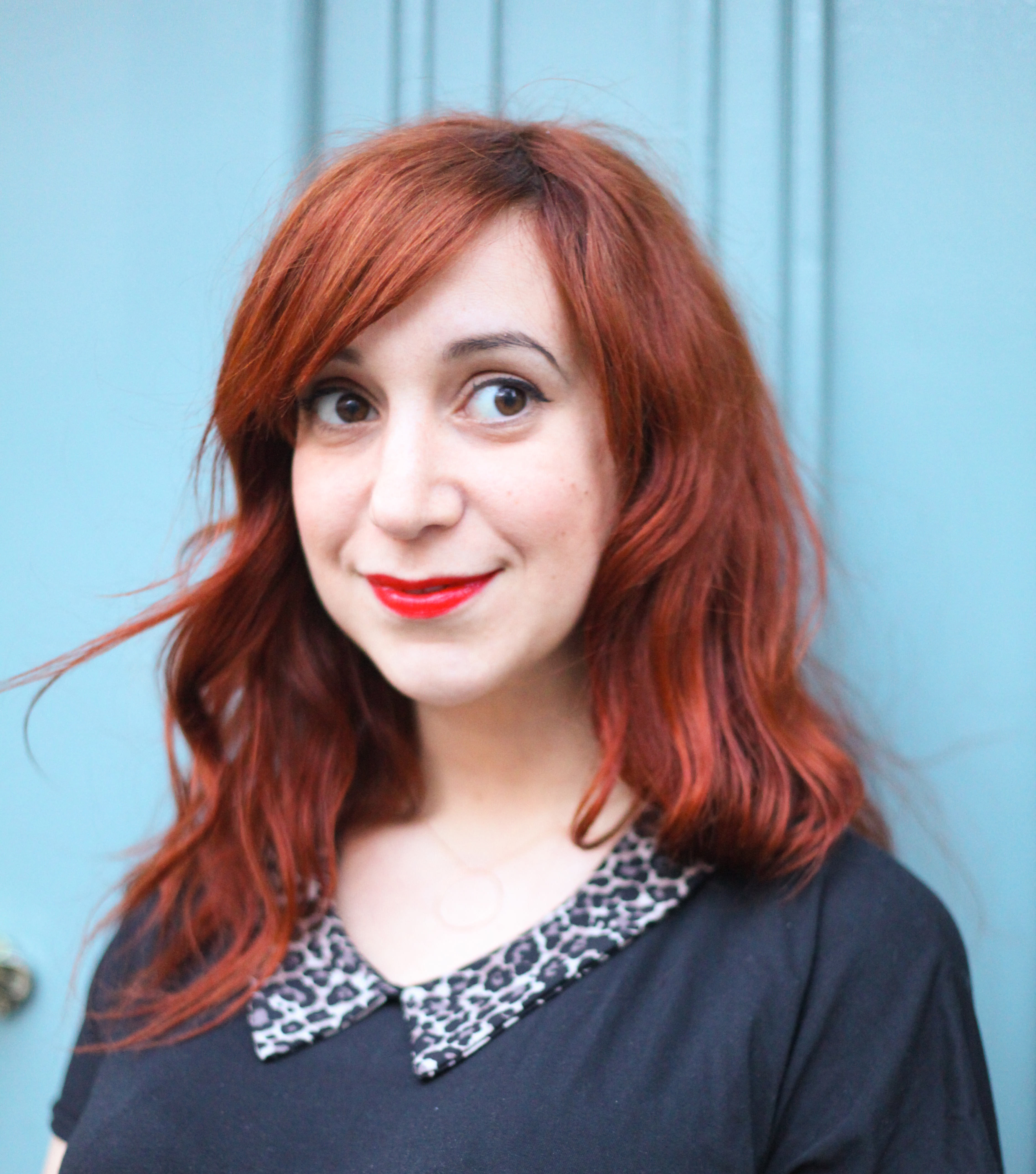
Pénélope Bagieu 2015

Pénélope Bagieu (* 22. Januar 1982 in Paris) ist eine französische Illustratorin und Cartoonistin. Sie wurde durch ihren Comic-Blog Ma vie est tout à fait fascinante, in dem sie einige lustige Momente ihres Lebens in Bildern und mit kurzen Texten beschreibt, berühmt.

## Leben
Pénélope Bagieu ist das Kind baskischer und korsischer Eltern.
Innerhalb ihres Studiums an der Ecole nationale supérieure des Arts Décoratifs spezialisierte sie sich auf Animation und Multimedia. Im Anschluss arbeitete sie als Illustratorin für Buchverlage, Pressepublikationen und große Werbekampagnen.
Sie veröffentlichte die Comic-Serie Josephine. Die Serie erschien in zahlreichen Ländern und wurden auch verfilmt. Bagieus erste Graphic Novel Eine erlesene Leiche wurde 2010 vom Int. Comicfestival Angoulême
als bester Newcomer nominiert die Auswahl bester Newcomer aufgenommen.
2013 drehte Agnès Obadia nach ihren Comics den Film Joséphine mit Marilou Berry in der Titelrolle.
Ihre zweite Graphic Novell Wie ein leeres Blatt wurde von der Jugendjury für den Deutschen Jugendliteratur Preis 2014 nominiert. 
Seit 2014 lebt Bagieu in New York, wo sie ihre Graphic Novel California Dreamin zeichnete.

## Veröffentlichungen

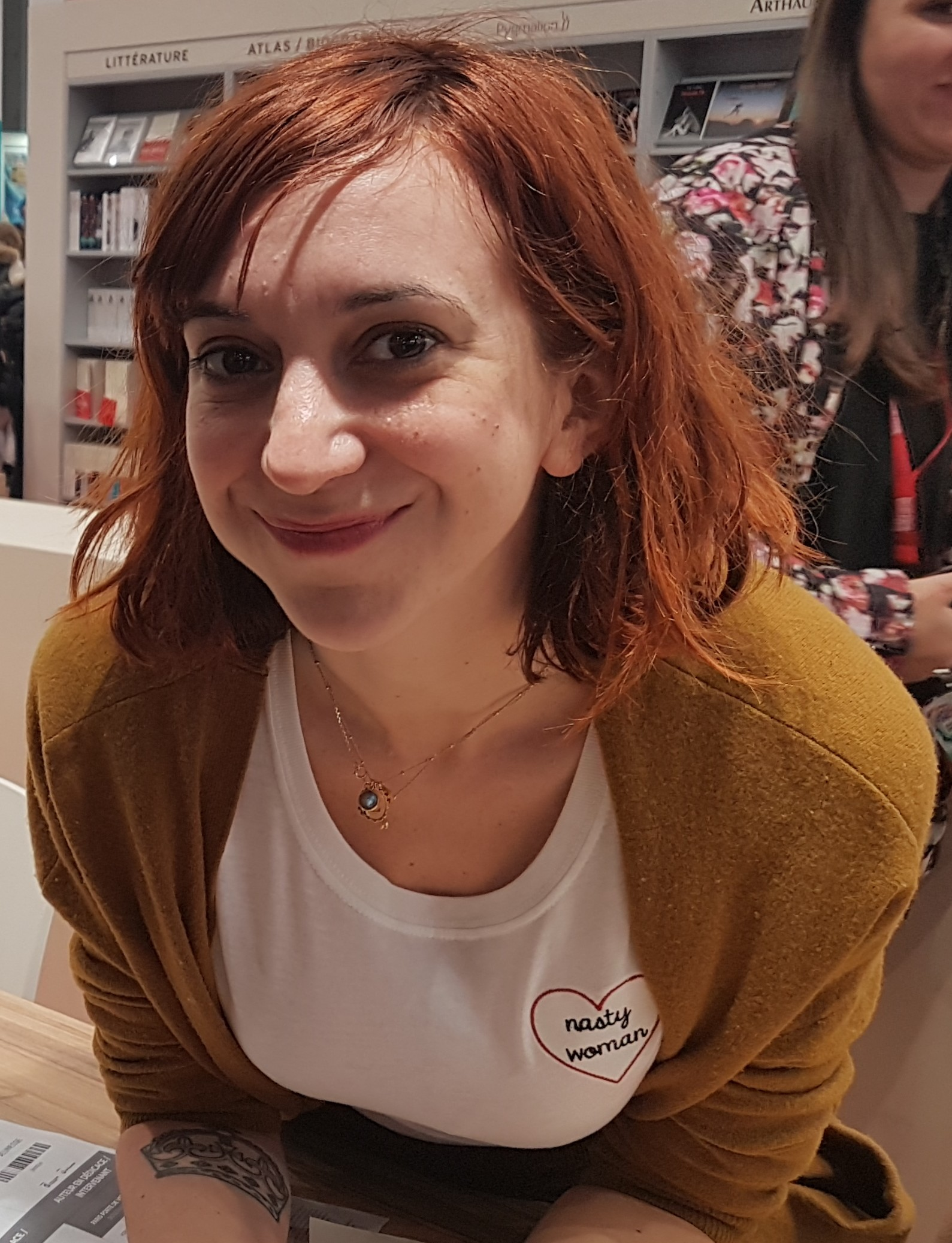
Pénélope Bagieu Paris 2019

### Comics
- Ma vie est tout à fait fascinante, Jean-Claude Gawsewitch Éditeur, coll. « Tendance fille », 2008.  ISBN 978-2-35013-111-5
- Série Joséphine, Jean-Claude Gawsewitch Éditeur, coll. „Tendance fille“:

1. Joséphine, 2008 ISBN 978-2-35013-139-9
2. Même pas mal, 2009 ISBN 978-2-35013-182-5
3. Joséphine change de camp, 2010 ISBN 978-2-35013-227-3
  - Joséphine : L'intégrale, 2010 ISBN 978-2-35013-238-9

- Cadavre exquis, Gallimard, coll. „Bayou“, 2010. ISBN 978-2-07-062718-9
- La Page blanche (Zeichnungen), mit Boulet (Skript), Delcourt, coll. „Mirages“, 2012 ISBN 978-2-7560-2672-5
- Stars of the Stars (Zeichnungen), mit Joann Sfar (Skript), Gallimard, 2013 ISBN 9782070649877
- California Dreamin' (Zeichnungen und Skript), Gallimard, 2015[5]
- Culottées - Des femmes qui ne font que ce qu'elles veulent

1. Tome 1, September 2016 ISBN 9782070601387. Deutsche Übersetzung von Claudia Sandberg und Heike Drescher: Unerschrocken 1. Fünfzehn Porträts außergewöhnlicher Frauen. Reprodukt, 2017; ISBN 3956401298.
2. Tome 2, Januar 2017 ISBN 9782075079846

- Les Strates. Gallimard Jeunesse, Paris 2021, ISBN 9782075162999.
  - deutsch (übersetzt von Silv Bannenberg): Schichten. Reprodukt, Berlin 2022, ISBN 978-3-95640-332-3.

### Gemeinschaftliche Produktionen
- 2009: Et soudain, ils se parlèrent… : 30 ans de vie française, Le Cherche midi, 2 vol. + CD, 341 et 45  ISBN 978-2-7491-1381-4
- 2010: Phantasmes, éd. Manolosanctis, coll. « Agora » (no 1), 176 S. ISBN 978-2-35976-002-6
- 2010: Un peu plus de légèreté dans un monde de filles, éd. Jean-Claude Gawsewitch, 96 ISBN 978-2-35013-211-2 :
- 2015: Axolot T.2, Delcourt, unter Regie von Patrick Baud

### Illustrationen

#### Reihe „Pour les filles“ („Für die Mädchen“)
Ausgabe Micro Application mit Femme Actuelle
- 2007: La photo numérique pour les filles, Texte von Sophie Mercier ISBN 978-2-300-01090-3
- 2007: Excel 2007 pour les filles, Texte von  Laurence Beauvais ISBN 978-2-300-01091-0
- 2007: Internet pour les filles, Texte von Claire Decroix ISBN 978-2-300-01089-7
- 2007: Windows Vista pour les filles, Texte von Sandrine Camus ISBN 978-2-300-01088-0
- 2008: Le shopping sur Internet pour les filles, Texte von Vanina Denizot ISBN 978-2-300-01213-6
- 2008: Création de site web et blog pour les filles, Texte von Marie Julian ISBN 978-2-300-01214-3
- 2008: Les petites réparations dans la maison pour les filles, Texte von Faustine Sappa ISBN 978-2-3000-1279-2
- 2008: Word 2007 pour les filles, Texte von  Marina Mathias ISBN 978-2-300-01361-4
- 2008: Le relooking pour les filles, textes d'Attitudes relooking ISBN 978-2-300-01362-1
- 2008: Le Mac pour les filles, Texte von Julia Nizard ISBN 978-2-300-01475-8
- 2008: Le savoir écrire pour les filles, Texte von Anaïs Valente ISBN 978-2-300-01629-5
- 2008: La séduction pour les filles, Texte von Katia Ameur ISBN 978-2-300-01703-2
- 2009: Les bons plans pour les filles, Texte von Anaïs Valente ISBN 978-2-3000-1834-3
- 2009: Le plaisir, mode d'emploi pour les filles, Texte von Gaëlle-Marie Zimmermann ISBN 978-2-300-01944-9
- 2009: L'homme, mode d'emploi pour les filles, Texte von Camille Anseaume ISBN 978-2-300-0194-5-6

#### Reihe „Patch“
Erste Ausgaben
- 2008: Patch pour trouver l'homme de sa vie, Texte von Aude de Galard und Leslie Gogois ISBN 978-2-7540-0650-7
- 2008: Patch pour être belle, Texte von Rivka Valérie Nahmias ISBN 978-2-7540-0649-1
- 2008: Patch pour être mince, Texte von Aude de Galard und Leslie Gogois ISBN 978-2-7540-0794-8
- 2008: Patch pour garder sa zénitude, Texte von Fanny Dalbera ISBN 978-2-7540-0795-5
- 2008: Patch pour être moi... en mieux !, Texte von Emmanuelle Rodeghiero ISBN 978-2-7540-0919-5
- 2008: Patch pour dire ouiiii au lit, Texte von Aude de Galard und Leslie Gogois ISBN 978-2-7540-0933-1
- 2009: Patch pour avoir le plus beau des mariages, Texte von Harmonie Spahn ISBN 978-2-7540-1102-0
- 2009: Patch pour être au top de sa forme, Texte von Marie François ISBN 978-2-7540-1104-4
- 2009: Pour rebooster son couple, Texte von Aude de Galard und Leslie Gogois ISBN 978-2-7540-1171-6
- 2009: Pour avoir une santé d'enfer !, Texte von Emmanuelle Jumeaucourt ISBN 978-2-7540-1287-4
- 2009: Calendrier de l’Avent Patch, Texte von Fanny Dalbera ISBN 978-2-7540-1464-9
- 2009: Boîte à secrets Patch, Geschichten aus Patch pour être belle und Patch pour dire ouiiii au lit ISBN 978-2-7540-1481-6
- 2010: Pour être fashion mais pas victime, Texte von Caroline de Surany ISBN 978-2-7540-1847-0
- 2010: Pour se créer un petit nid douillet, Texte von Marie François ISBN 978-2-7540-1612-4
- 2010: Pour trouver le job de ses rêves, Texte von Fanny Dalbera ISBN 978-2-7540-1334-5
- 2010: Pour réussir ses sexercices, Texte von Aude de Galard und Leslie Gogois ISBN 978-2-7540-1716-9

#### Mit Frédéric Ploton
- 2008: ChamaSutra, éd. La Martinière ISBN 978-2-7324-3710-1
- 2008: Cahier d’exercices pour les adultes qui ont séché les cours d'éducation sexuelle, éd. Minerva ISBN 978-2-8307-1015-1
- 2009: Cahier d’exercices pour les parents au bord de la crise de nerfs, éd. Minerva ISBN 978-2-8307-1127-1

#### Verschiedenes
- 2008: Jane Austen et moi : Devenez une héroïne de Jane Austen, Texte von Emma Campbell Webster (Übersetzung: Sylvie Doizelet), éd. Danger public ISBN 978-2-35123-212-5
- 2008: Vie de merde, témoignages choisis par Maxime Valette & Guillaume Passaglia, éd. Privé ISBN 978-2-35076-091-9
- 2009: Agenda 2010, éd. Marabout ISBN 978-2-501-06288-6
- 2011: Lottie Biggs n’est presque pas cinglée, Texte von Hayley Long (trad. Dorothée Zumstei), éd. Hachette Jeunesse, coll. „Le Livre de poche Jeunesse“ (no 1560) / « Planète filles » ISBN 978-2-01-322978-4
- 2011: Épilez-vous!: Manuel d'indignation à lire sur la plage, Texte von Aristophane Aisselle, éd. Dargaud, coll. „Tous ensemble tous ensemble ouais“  ISBN 978-2-205-06892-4: Parodie auf Empört Euch! von Stéphane Hessel

## Nachweise
1. ↑  Ma vie est tout à fait fascinante. Abgerufen am 17. Juni 2022.
2. 1 2  Pénélope Bagieu | Carlsen. Abgerufen am 17. Juni 2022.
3. 1 2  Illustrator*in: Pénélope Bagieu. Abgerufen am 17. Juni 2022.
4. ↑  Pénélope Bagieu bei IMDb
5. ↑  California Dreamin, (Memento vom 3. März 2016 im Internet Archive) France Inter.